# Zmitniv, Sosnîțea
Zmitniv (în ucraineană Змітнів) este localitatea de reședință a comunei Zmitniv din raionul Sosnîțea (din 2020 - raionul Koriukivka), regiunea Cernihiv, Ucraina. În sat a funcționat o biserică cu hramul „Sfânta Treime”.
În secolul al XIX-lea, satul făcea parte din volostul Sosnîțea, uezdul Sosnîțea.

## Demografie
Componența lingvistică a localității Zmitniv
     Ucraineană (99,25%)
     Alte limbi (0,75%)
Conform recensământului din 2001, majoritatea populației localității Zmitniv era vorbitoare de ucraineană (99,25%), existând în minoritate și vorbitori de alte limbi.